# Armand Gautier
Emile Justin Armand Gautier (Narbona, 23 settembre 1837 – Cannes, 27 luglio 1920) è stato un biochimico francese.

## Biografia
Studiò medicina e scienze presso l'Università di Montpellier, stesso luogo (1858) dove lavorò come préparateur di chimica. Nel 1862 conseguì il dottorato di medicina a Parigi e da diversi anni lavorò come assistente del chimico Charles-Adolphe Wurtz. Nel 1869 diventò un professore associato e assistente direttore presso il laboratorio di Henri Étienne Sainte-Claire Deville presso la Sorbona, poi dal 1875 al 1884, fu vice direttore presso il laboratorio di biochimica. Nel 1884 succedette a Wurtz come professore di chimica organica presso la facoltà di medicina a Parigi.
Nel 1889 diventò membro dell'Accademia francese delle scienze, e come presidente nel 1911.
È ricordato per la sua scoperta del isocianuri (1866) e per le sue indagini pionieristiche sull'intossicazione alimentare. Il suo lavoro con i composti arsenici fu importante per lo sviluppo della moderna terapia arsenica.

## Opere
- La sophistication des vins. Méthodes analytiques et procédés pour reconnaître les fraudes, 1884.
- Cours de chimie minérale, organique et biologique, 3 volumi, 1887.
- La chimie de la cellule vivante, 1895.
- Les toxines microbiennes et animales, 1896.[4]
- L'alimentation et les régimes chez l'homme sain et chez les malades, 1904.